# Maylandia
Maylandia – rodzaj słodkowodnych, roślinożernych ryb okoniokształtnych z rodziny pielęgnicowatych (Cichlidae), wyłoniony z rodzaju Pseudotropheus.
Głównymi cechami wyróżniającymi są: obecność charakterystycznych zębów w przedniej części zewnętrznego rzędu w szczęce i w żuchwie, odchylenie żuchwy oraz brak dwóch poziomych pasów wzdłuż boków ciała, co odróżnia je od ryb z pokrewnego rodzaju Melanochromis.
Przedstawiciele Maylandia są gatunkami endemicznymi – zamieszkują litoral piaszczysto skalny Jeziora Malawi (Niasa) w Afryce. Rodzaj obejmuje ponad 30 gatunków pyszczaków zaliczanych do grupy mbuna, a dokładniej do tzw. „kompleksu Pseudotropheus zebra”. Są to ryby niewielkich rozmiarów – długość ich ciała nie przekracza 20 cm. Intensywne ubarwienie oraz silnie zaznaczony u wielu gatunków dymorfizm płciowy przyczyniły się do tego, że stały się one przedmiotem handlu na potrzeby akwarystyki.

## Taksonomia
Nazwa Maylandia honoruje niemieckiego autora książek akwarystycznych Hansa J. Maylanda. Została zaproponowana w 1983 (opublikowana w 1984) roku przez M.K. Meyera i W. Foerstera jako nazwa podrodzaju w obrębie rodzaju Pseudotropheus.
Za gatunek typowy tego podrodzaju autorzy przyjęli Pseudotropheus (Maylandia) greshakei.
W 1997 roku Stauffer i jego współpracownicy opisali naukowo rodzaj Metriaclima, uznając jednocześnie nazwę Maylandia za niespełniającą wymogów nazwy naukowej. Ich stanowisko zostało zakwestionowane 2 lata później przez Condé i Géry’ego, którzy stwierdzili, że w oryginalnym opisie Maylandia zostały dostarczone wystarczające cechy wyróżniające, nazwę należy traktować jako poprawnie opisaną, a Metriaclima uznali za jej synonim. Podobne stanowisko zajął Ufermann w 2001. Do sporu o poprawność nazwy rodzaju przyłączyli się inni autorzy, m.in. duński pisarz i ichtiolog Ad Konings i amerykański ichtiolog Michael K. Oliver. Największe bazy danych taksonomicznych o rybach (Catalog of Fishes i FishBase) posługują się nazwą Maylandia, a Metriaclima uznają za jej synonim, natomiast w literaturze spotykane są obydwie nazwy.

## Klasyfikacja
Do rodzaju Maylandia zaliczane są następujące gatunki:
- Maylandia aurora (Burgess, 1976)
- Maylandia barlowi (McKaye & Stauffer, 1986)
- Maylandia benetos (Stauffer, Bowers, Kellogg & McKaye, 1997)
- Maylandia callainos (Stauffer & Hert, 1992)
- Maylandia chrysomallos (Stauffer, Bowers, Kellogg & McKaye, 1997)
- Maylandia cyneusmarginata (Stauffer, Bowers, Kellogg & McKaye, 1997)
- Maylandia emmiltos (Stauffer, Bowers, Kellogg & McKaye, 1997)
- Maylandia estherae (Konings, 1995)
- Maylandia fainzilberi (Staeck, 1976)
- Maylandia flavicauda (Li, Konings & Stauffer, 2016)
- Maylandia flavifemina (Konings & Stauffer, 2006)
- Maylandia gallireyae (Miller, Konings & Stauffer, 2021)
- Maylandia glaucos (Ciccotto, Konings & Stauffer, 2011)
- Maylandia greshakei (Meyer & Förster, 1984)
- Maylandia hajomaylandi (Meyer & Schartl, 1984)
- Maylandia koningsi (Stauffer, 2018)
- Maylandia lanisticola (Burgess, 1976)
- Maylandia lombardoi (Burgess, 1977) – pyszczak lombardzki[9]
- Maylandia lundoensis (Stauffer, Black & Konings, 2013)
- Maylandia mbenjii (Stauffer, Bowers, Kellogg & McKaye, 1997)
- Maylandia melissa (Stauffer & Konings, 2023)
- Maylandia midomo (Stauffer, Black & Konings, 2013)
- Maylandia mossambica (Ciccotto, Konings & Stauffer, 2011)
- Maylandia ngarae (Miller, Konings & Stauffer, 2021)
- Maylandia nigrodorsalis (Stauffer, Black & Konings, 2013)
- Maylandia nkhunguensis (Ciccotto, Konings & Stauffer, 2011)
- Maylandia pambazuko (Stauffer, Black & Konings, 2013)
- Maylandia phaeos (Stauffer, Bowers, Kellogg & McKaye, 1997)
- Maylandia pulpican (Tawil, 2002)
- Maylandia pyrsonotos (Stauffer, Bowers, Kellogg & McKaye, 1997)
- Maylandia sciasma (Ciccotto, Konings & Stauffer, 2011)
- Maylandia tarakiki (Stauffer, Black & Konings, 2013)
- Maylandia usisyae (Li, Konings & Stauffer, 2016)
- Maylandia xanstomachus (Stauffer & Boltz, 1989)
- Maylandia xanthos (Ciccotto, Konings & Stauffer, 2011)
- Maylandia zebra (Boulenger, 1899) – pyszczak zebra[potrzebny przypis]

## Galeria

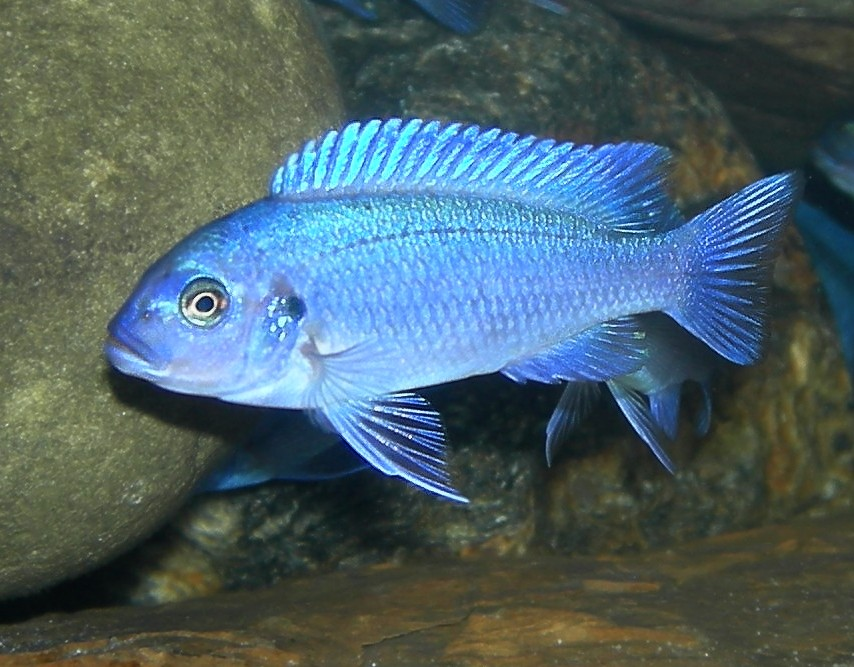
Maylandia callainos
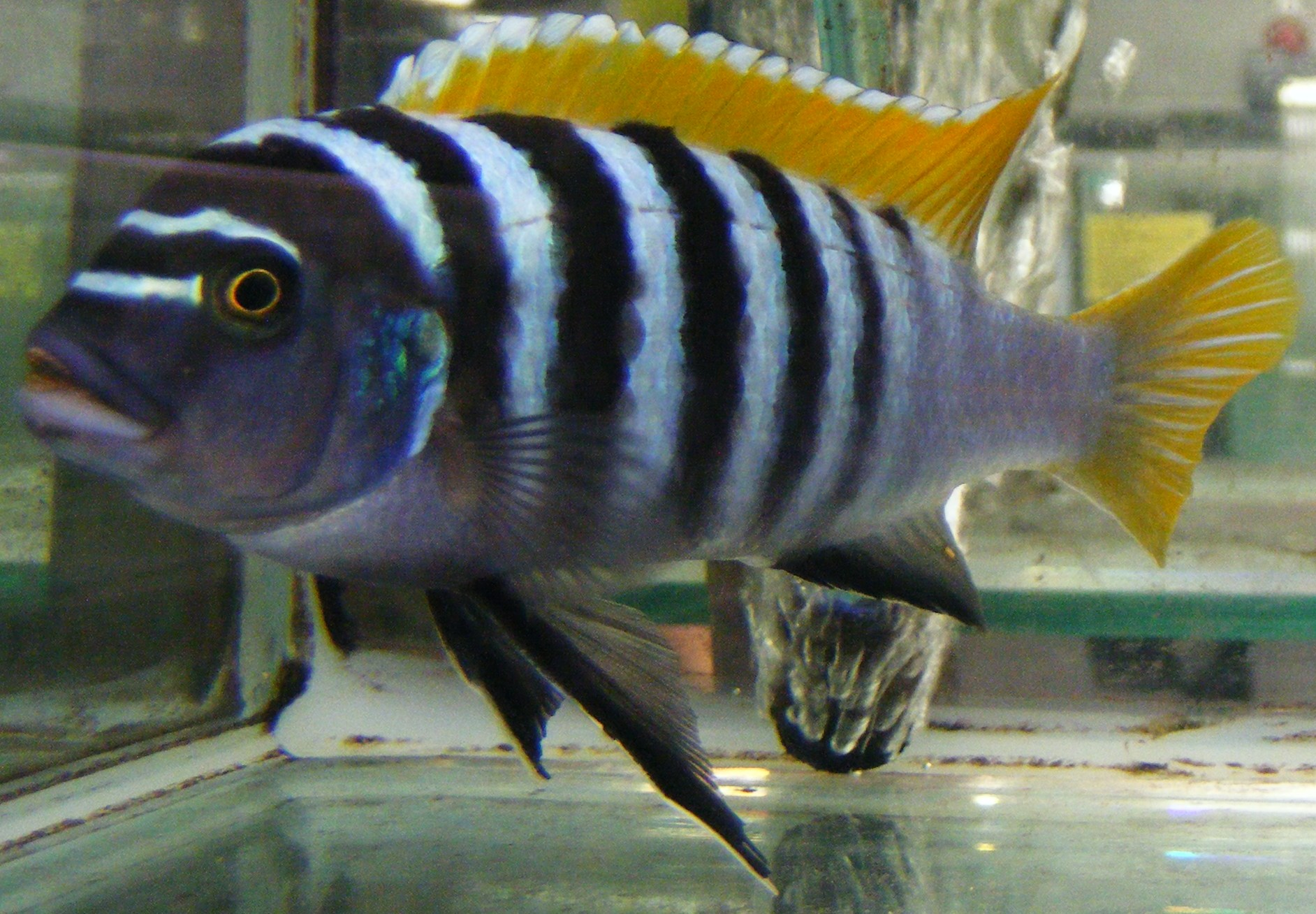
Maylandia emmiltos
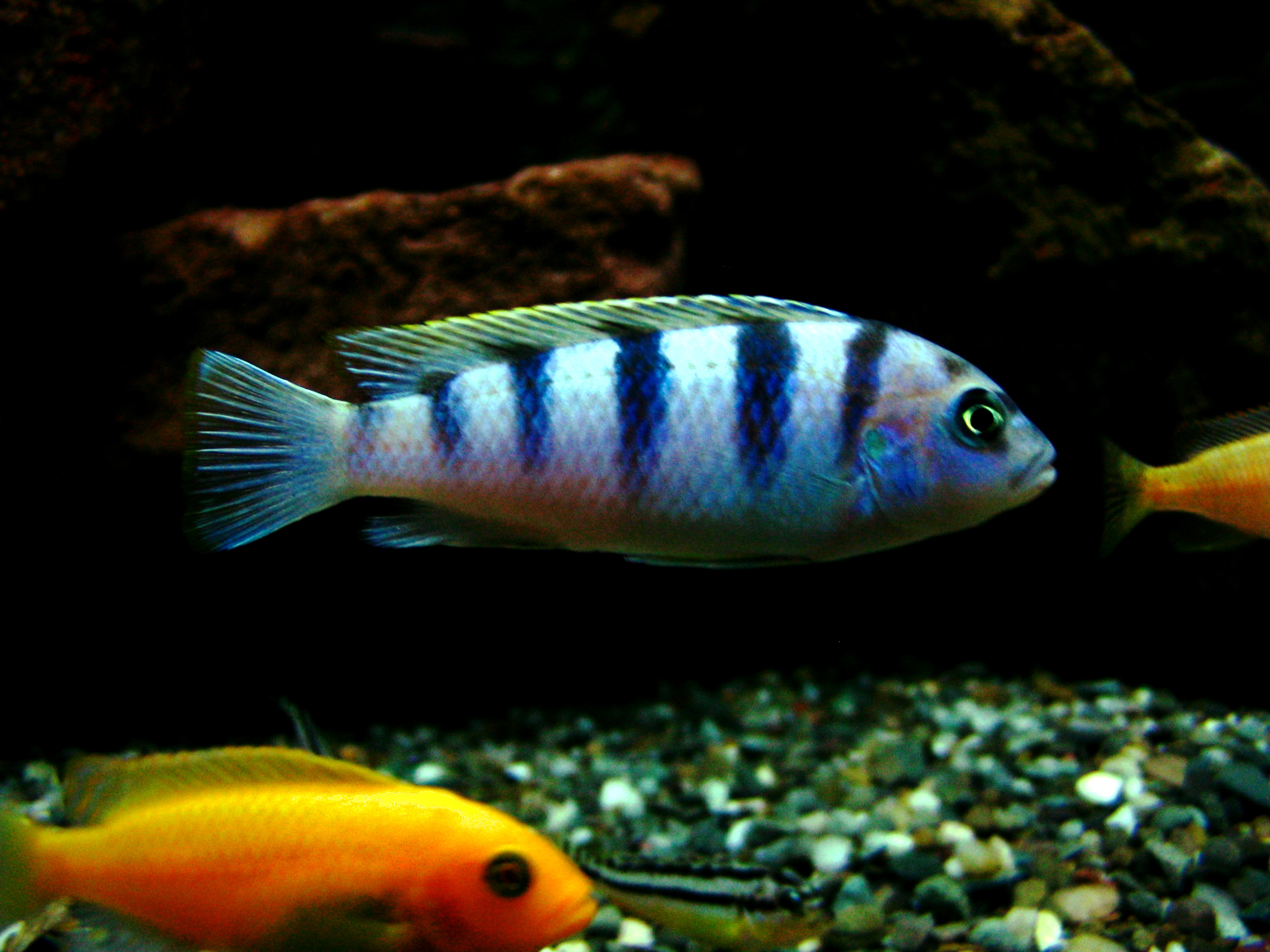
Maylandia estherae
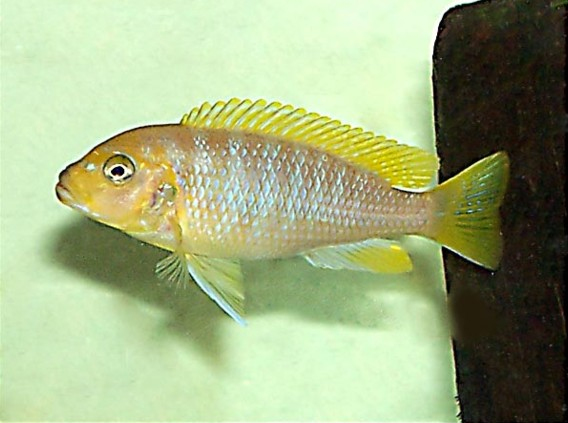
Maylandia hajomaylandi
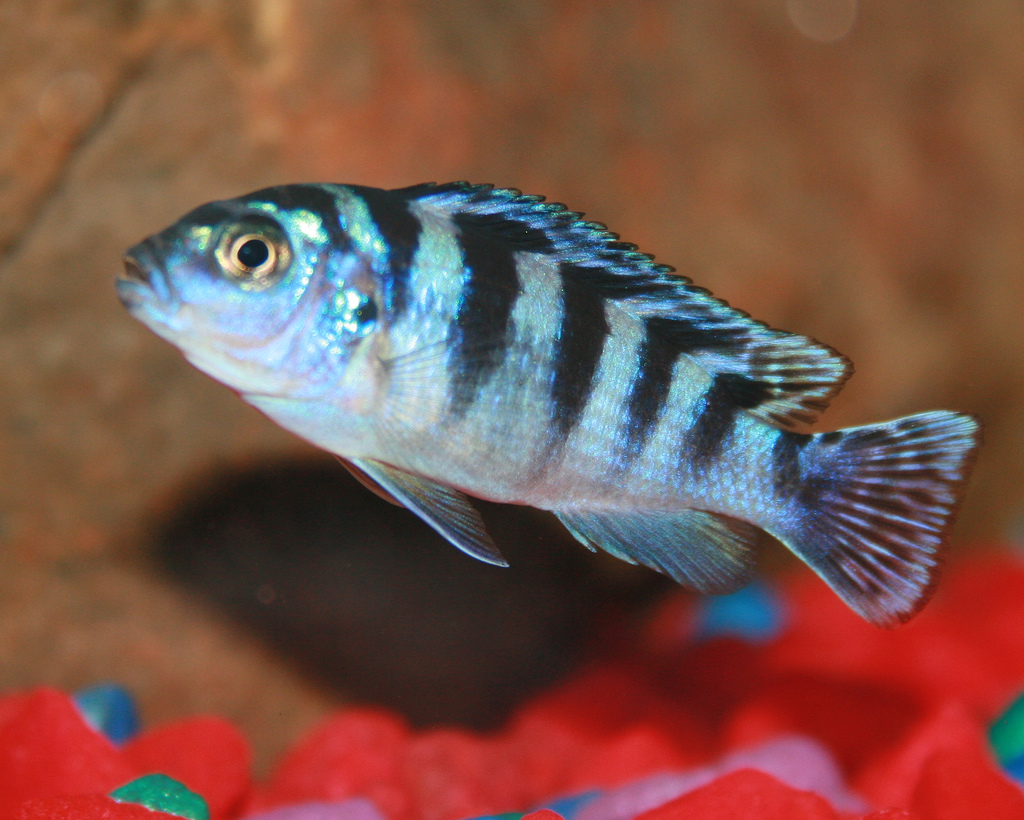
Maylandia lombardoi
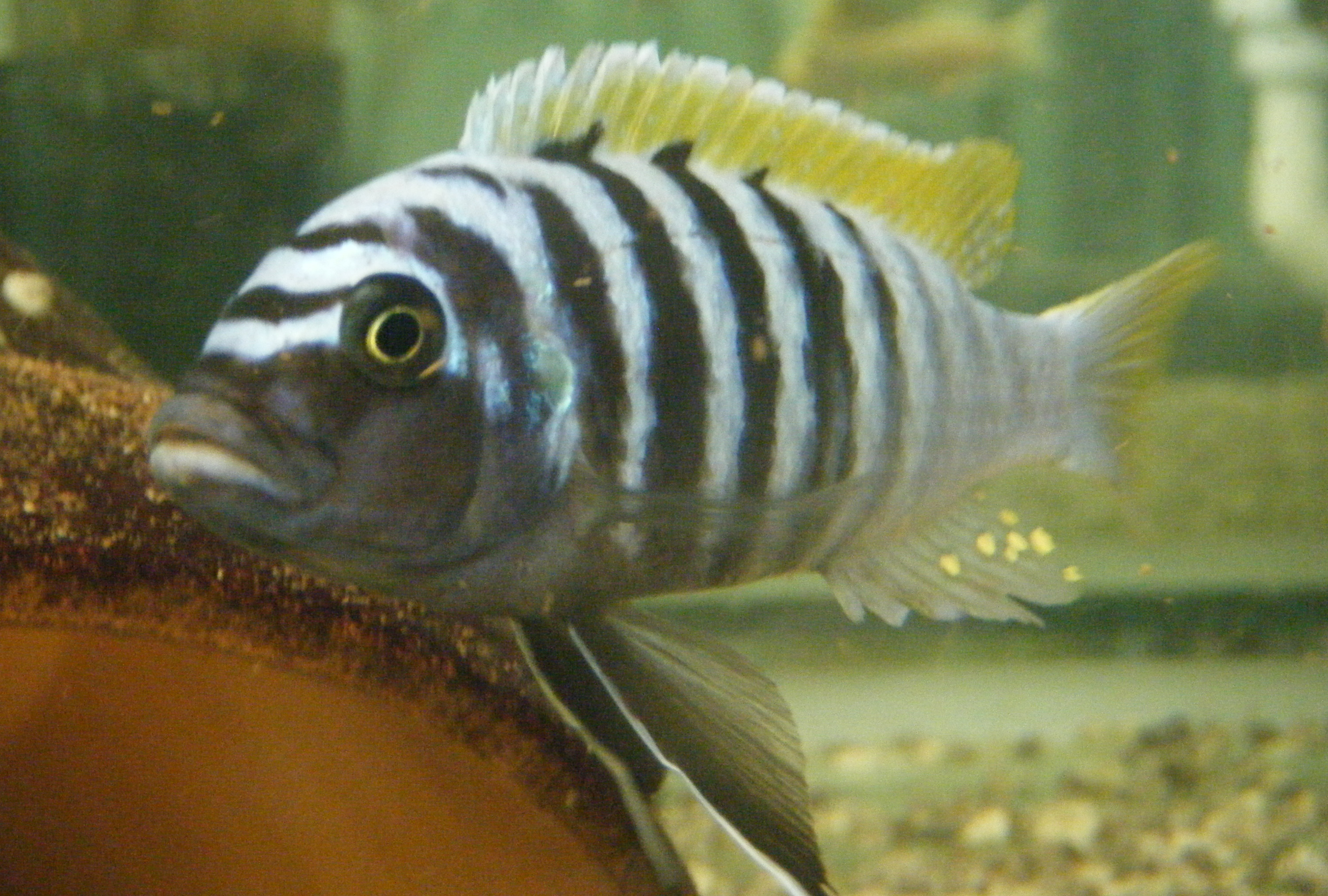
Maylandia pyrsonotos
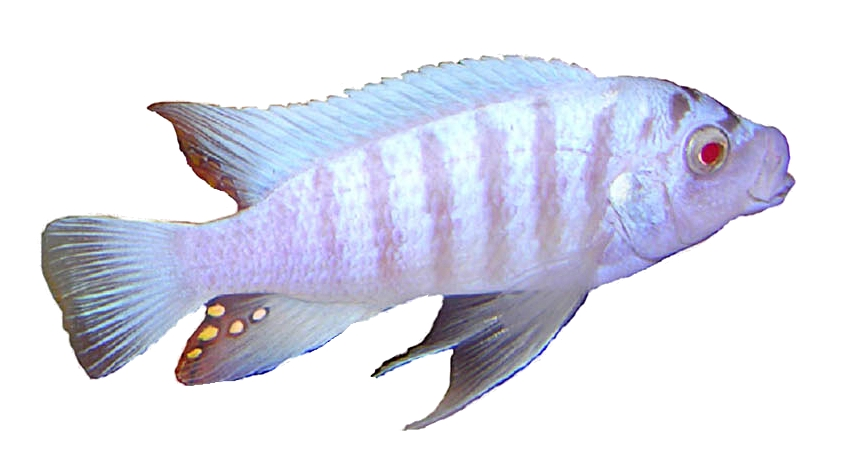
Maylandia zebra